# جورج فريدريك روت
جورج فريدريك روت (بالإنجليزية: George Frederick Root)‏ هو ملحن وكاتب أغاني وشاعر أمريكي، ولد في 30 أغسطس 1820 في شيفيلد ‏ في الولايات المتحدة، وتوفي في 6 أغسطس 1895 في Bailey Island (Maine) ‏ في الولايات المتحدة.

## وصلات خارجية
- جورج فريدريك روت على موقع الموسوعة البريطانية (الإنجليزية)
- جورج فريدريك روت على موقع ميوزك برينز (الإنجليزية)
- جورج فريدريك روت على موقع إن إن دي بي (الإنجليزية)
- جورج فريدريك روت على موقع ديسكوغز (الإنجليزية)